# Мелитопольская черешня
«Мелитопольская черешня» (укр. «Мелітопольська черешня») — любительский футбольный и мини-футбольный клуб из города Мелитополь, двукратный чемпион Запорожской области (2011, 2013), четырёхкратный обладатель Кубка Мелитополя по футболу (2011—2014), пятикратный чемпион Мелитополя по мини-футболу (2011—2015).

## История

### Расформирование«Олкома»
Команда «Мелитопольская черешня» была создана торговой маркой «Мелитопольская черешня», учредитель которой Сергей Минько (позже ставший городским головой Мелитополя) когда-то сам играл в футбол.
В феврале 2011 из-за финансовых проблем был расформирован футбольный клуб «Олком», игравший в группе Б второй лиги чемпионата Украины по футболу и бывший единственным профессиональным футбольным клубом Мелитополя. Часть игроков «Олкома» вошла в состав «Мелитопольской черешни», в частности, Александр Капуста, Юрий Рыбальченко, Владимир Макаров, Евгений Ткачёв, Юрий Пономаренко, Богдан Босецкий.
Александр Капуста, капитан «Олкома» и первый игрок, забивший 100 мячей во второй лиге Украины, стал также капитаном «Мелитопольской черешни».
Бывший олкомовец Юрий Рыбальченко стал играющим тренером команды.
Константин Дудченко, также бывший игрок «Олкома», а позже игрок команд высших лиг Украины, России и Казахстана, также часто играет за «Мелитопольскую черешню» в чемпионате Мелитополя по мини-футболу, который приходится на время зимнего перерыва в играх профессиональных лиг.

### Сезон 2011
Ещё до расформирования «Олкома», в январе 2011 года, «Мелитопольская черешня» стала чемпионом Мелитополя по мини-футболу, одержав 9 побед в 10 матчах.
Затем «Мелитопольская черешня» провела очень успешный сезон в чемпионате области и досрочно стала чемпионом за 3 игры до окончания чемпионата, в конечном итоге обойдя ближайших соперников на 13 очков.
В мае 2011 года «Мелитопольская черешня» выиграла Кубок губернатора Запорожской области. А в ноябре стала также обладателем кубка Мелитополя, обыграв в финале команду ТГАТУ с «хоккейным» счётом 9:2.

### Сезон 2012
Команда начала год с победы в чемпионате города по мини-футболу.
Чемпионат Запорожской области по футболу в 2012 году проходил в 2 этапа. Сначала 16 участников чемпионата были разбиты на 2 дивизиона по 8 команд, и в каждом дивизионе был сыгран чемпионат в 2 круга. Первые 4 команды каждого дивизиона выходили в премьер-лигу области, а команды, занявшие 5-8 места — в высшую лигу. «Мелитопольская черешня» отыграла первый этап чемпионата плохо, заняв 5-е место в своём дивизионе и оказавшись в высшей лиге. В каждой лиге также проводился чемпионат в 2 круга. Проиграв только 1 матч из 14, «Мелитопольская черешня» заняла первое место в высшей лиге Запорожской области.
Весной 2012 года команда приняла участие в играх на Кубок губернатора Запорожской области. Дойдя до финала, «Мелитопольская черешня» в напряжённой борьбе уступила Вольнянскому «Вектору» со счётом 2:3, став серебряным медалистом кубка.
В ноябре 2012 года «Мелитопольская черешня» вторично выиграла кубок Мелитополя.

### Сезон 2013
В Чемпионате Запорожской области интрига сохранялась вплоть до последнего матча, и, только обыграв 16 ноября команду «Таврия-Скиф» из Раздола, «Мелитопольская черешня» смогла на одно очко опередить команду «Вектор» и во второй раз стать чемпионом области.
Кроме того, команда выиграла все городские турниры: Чемпионат Мелитополя, Кубок Мелитополя, Кубок Олега Олексенко и Чемпионат Мелитополя по мини-футболу.

### Сезон 2014
Команда начала сезон, выиграв чемпионат города по мини-футболу (четвёртый раз подряд). На чемпионате области команда стала четвёртой.

### Сезон 2015
В начале сезона команда в пятый раз подряд выиграла чемпионат города по мини-футболу, и переходящий кубок города по мини-футболу остался у команды навсегда. После четырёх туров чемпионата Запорожской области по футболу, «Мелитопольская черешня» возглавляла турнирную таблицу, но по итогам всего чемпионата оказалась лишь четвёртой. 

## Титулы
Чемпионат Запорожской области :
- Победитель (2 раза): 2011, 2013
- Бронзовый призёр: 2016

 Чемпионат Мелитополя :
- Победитель: 2013[18]

 Кубок Мелитополя :
- Обладатель (4 раза): 2011[10], 2012[15], 2013[19], 2014[26]

 Кубок губернатора Запорожской области :
- Обладатель: 2011[5]
- Финалист: 2012[14]

 Кубок Олега Олексенко :
- Обладатель: 2013[20]

 Чемпионат Мелитополя по мини-футболу :
- Победитель (5 раз): 2011[7], 2012[11], 2013[21], 2014[22], 2015[23]

## Статистика выступлений

### Чемпионат Запорожской области
| Сезон | Место | Игр | В  | Н | П | ГЗ | ГП | О  | Примечания                                                                                       |
| ----- | ----- | --- | -- | - | - | -- | -- | -- | ------------------------------------------------------------------------------------------------ |
| 2011  | 1     | 20  | 17 | 1 | 2 | 82 | 16 | 52 |                                                                                                  |
| 2012  | 5     | 14  | 5  | 3 | 6 | 32 | 29 | 18 | Отборочный тур, группа «Б»                                                                       |
| 2012  | 1     | 14  | 11 | 2 | 1 | 54 | 15 | 35 | Высшая лига области. Команды, занявшие в отборочном туре 1-4 места играли в Премьер-лиге области |
| 2013  | 1     | 28  | 24 | 1 | 3 | 98 | 26 | 73 |                                                                                                  |
| 2014  | 4     | 14  | 9  | 1 | 4 | 37 | 24 | 28 |                                                                                                  |
| 2015  | 4     | 14  | 7  | 1 | 6 | 30 | 36 | 22 |                                                                                                  |
| 2016  | 3     | 16  | 10 | 3 | 3 | 51 | 22 | 33 |                                                                                                  |

## Состав
| №  |              | Поз. | Имя                | Год рождения |
| -- | ------------ | ---- | ------------------ | ------------ |
|    | Флаг Украины |      | Артем Андреев      |              |
|    | Флаг Украины |      | Сергей Батаев      |              |
|    | Флаг Украины |      | Виталий Богданов   |              |
|    | Флаг Украины | Нап  | Евгений Воробьёв   |              |
|    | Флаг Украины |      | Василий Галищев    |              |
|    | Флаг Украины |      | Артем Головин      |              |
|    | Флаг Украины |      | Сергей Григоренко  |              |
|    | Флаг Украины |      | Александр Дуков    | 1990         |
|    | Флаг Украины |      | Сергей Елисеев     | 1993         |
| 20 | Флаг Украины |      | Андрей Емельянцев  | 1988         |
| 9  | Флаг Украины |      | Александр Капуста  | 1979         |
|    | Флаг Украины |      | Денис Козлов       |              |
|    | Флаг Украины |      | Александр Крук     |              |
|    | Флаг Украины |      | Николай Лихолат    |              |
| 4  | Флаг Украины |      | Антон Логвиновский | 1985         |
| 17 | Флаг Украины |      | Владимир Макаров   | 1982         |
|    | Флаг Украины |      | Михаил Маринов     |              |

| №  |              | Поз. | Имя               | Год рождения |
| -- | ------------ | ---- | ----------------- | ------------ |
|    | Флаг Украины |      | Олег Мищенко      |              |
|    | Флаг Украины |      | Роман Морозов     |              |
|    | Флаг Украины |      | Ян Науменко       |              |
|    | Флаг Украины |      | Артем Пелих       |              |
|    | Флаг Украины |      | Владислав Попенко | 1995         |
|    | Флаг Украины |      | Евгений Рудаев    |              |
|    | Флаг Украины |      | Вячеслав Русланов |              |
|    | Флаг Украины |      | Юрий Рыбальченко  |              |
|    | Флаг Украины |      | Иван Рылов        | 1991         |
|    | Флаг Украины |      | Виталий Сердюк    |              |
|    | Флаг Украины |      | Евгений Сиващенко |              |
|    | Флаг Украины |      | Виктор Служивый   | 1995         |
| 6  | Флаг Украины |      | Сергей Соляненко  | 1992         |
|    | Флаг Украины |      | Виталий Тимофеев  |              |
| 18 | Флаг Украины | Нап  | Евгений Ткачёв    | 1985         |
|    | Флаг Украины |      | Евгений Тюркиджи  |              |
|    | Флаг Украины |      | Вячеслав Шелудько |              |
| 5  | Флаг Украины |      | Сергей Язвовский  | 1986         |

## Тренеры
- Юрий Рыбальченко — тренер команды практически с момента её создания, бывший игрок мелитопольских команд «Торпедо» и «Олком»[17]. В 2011 году был играющим тренером, иногда выходя на поле в составе команды[5].